# Marcial Mes
Marcial Mes (ur. 31 października 1949, zm. 26 maja 2014 w Punta Gorda) – belizeński polityk, członek Zjednoczonej Partii Ludowej, minister, poseł do Izby Reprezentantów z okręgu Toledo West w latach 1998−2008.

## Życiorys
Urodził się 31 października 1949.
Swoją karierę polityczną związał ze Zjednoczoną Partią Ludową (PUP) i z jej ramienia kandydował do parlamentu.
W wyborach parlamentarnych w 1998, 27 sierpnia zdobył 2138 głosów i pokonał dotychczasowego posła, przedstawiciela UDP Williama Ushera stosunkiem głosów: 65,58% do 33,62%. Był wiceministrem, a następnie ministrem w pierwszym rządzie Saida Musy.
W wyborach w 2008 ponownie pokonał Ushera 54,45% do 44,61%, zdobywając 2368 głosów. W drugim rządzie Saida Musy pełnił funkcje ministerialne, m.in. ministra ds. rozwoju wsi, samorządu lokalnego i zarządzania kryzysowego.
W kolejnych wyborach nie uzyskał reelekcji, zdobył 1572 głosy i uległ Juanowi Coyowi z UDP stosunkiem głosów: 34,39% do 59,31%. W wyborach w 2012 roku nie startował.
26 maja 2014 został bardzo ciężko ranny w wypadku samochodowym w pobliżu Yemeri Grove w dystrykcie Toledo. Zmarł w szpitalu w Punta Gorda tego samego dnia. Był to kolejny wypadek samochodowy z jego udziałem w ciągu kilku lat.

## Życie prywatne
Był żonaty z Odelią, mieli trzy córki. Mieszkał w dystrykcie Toledo – w San Pedro Columbia oraz w San Marcos.